# Ave Caesar morituri te salutant

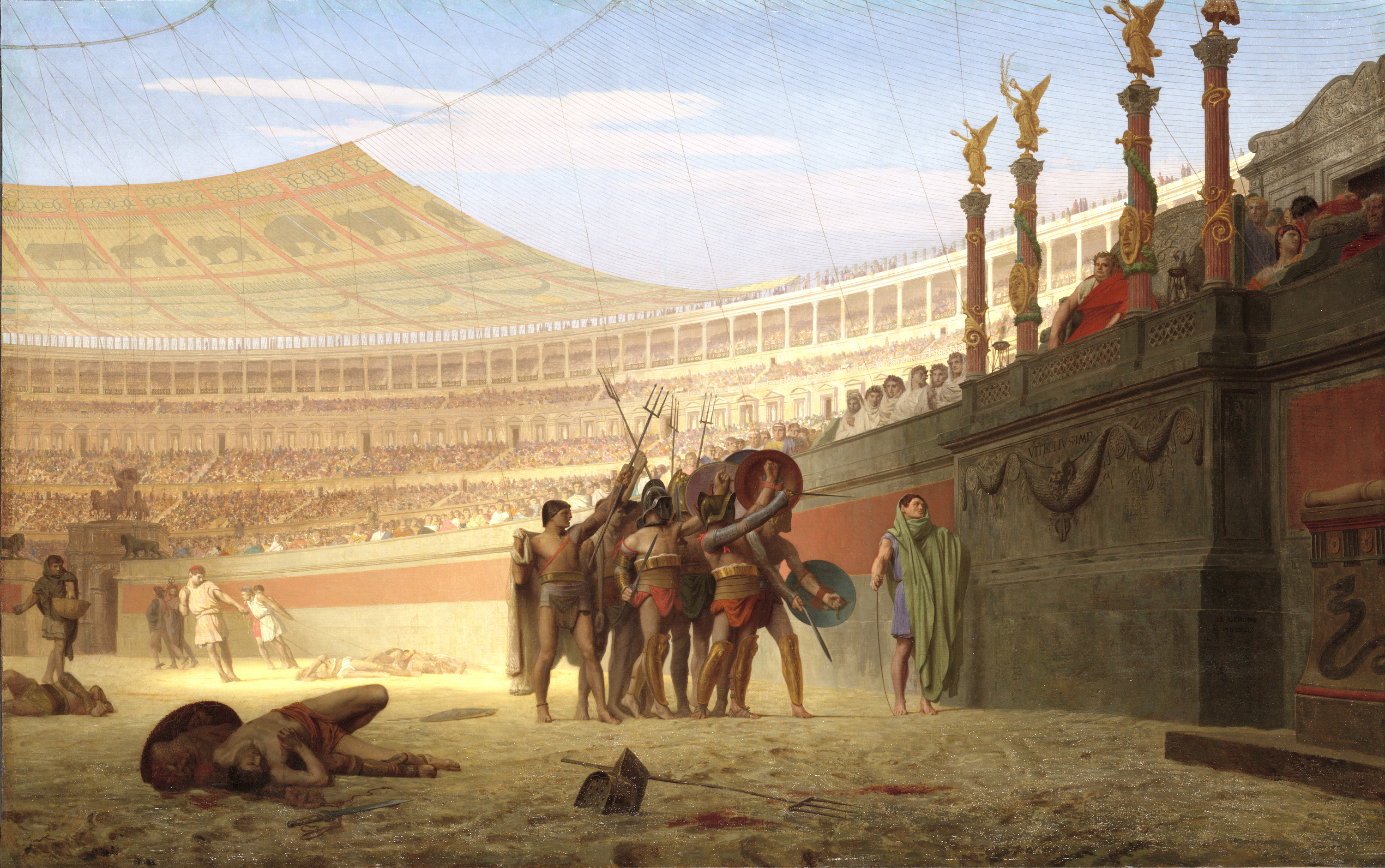
Ave Cæsar Morituri te Salutant, Jean-Léon Gérôme (1859)

Ave, Caesar, morituri te salutant (łac. „Witaj Cezarze, idący na śmierć pozdrawiają cię”) – zawołanie, współcześnie często interpretowane jako zwyczajowe pozdrowienie rzymskich gladiatorów kierowane do cezara przed rozpoczęciem walki na arenie. W rzeczywistości dotyczyło jednorazowego wydarzenia – naumachii z 52 r. n.e., a jego szersze stosowanie w starożytności nie jest znane.

## Użycie
Pozdrowienie użyte zostało w trakcie naumachii, wyreżyserowanej bitwy morskiej z udziałem tysięcy naumachiarii (jeńców wojennych i kryminalistów skazanych na śmierć), jaką zorganizowano w 52 roku n.e. na polecenie cesarza Klaudiusza na wodach przeznaczonego do osuszenia Jeziora Fucyńskiego. Przed rozpoczęciem bitwy, którą miały stoczyć ze sobą floty „rodyjska” i „sycylijska” (każda składała się z dwunastu lub pięćdziesięciu trójrzędowców), naumachiarii wydali ów okrzyk, na co Klaudiusz miał odpowiedzieć „aut non” (albo i nie). Skazańcy uznali, że imperator ich w ten sposób ułaskawił i odmówili przystąpienia do walki. Skonsternowany Klaudiusz początkowo rozważał ich zgładzenie (wokół „pola bitwy” rozstawiono pretorianów uzbrojonych w katapulty i balisty), lecz ostatecznie udało mu się nakłonić ich do walki.
Historię tę – wraz z zawołaniem – przytacza w „Żywotach cezarów” (Boski Klaudiusz, 21) historyk rzymski Swetoniusz i powtarza w niemal niezmienionej formie w „Historii rzymskiej” Kasjusz Dion. Wcześniejszy od nich obu Tacyt opisuje wprawdzie w swych „Dziejach” naumachię na Jeziorze Fucyńskim, ale zawołania skazańców nie przytacza.
Spopularyzowane w późniejszych czasach, zdanie to nie zostało odnotowane w historiografii rzymskiej nigdy poza tym jednym przypadkiem, wątpliwe więc by było zwyczajowym pozdrowieniem gladiatorów, którzy walczyli ze sobą w pojedynkach lub (rzadziej) w walkach grupowych na arenach. Gladiatorzy walczyli o życie, nie o śmierć. Każdy z nich dążył do zdobycia przewagi, by osiągnąć wyzwolenie. Nielicznym udawało się to osiągnąć.
W czasach nowożytnych zawołanie to, ze względu na atrakcyjność brzmienia było wielokrotnie przywoływane ponownie. Przypisywano je, m.in., polskim szwoleżerom przed szarżą w wąwozie Somosierry w Hiszpanii w roku 1808.

## W kulturze
Zwrot został użyty:
- przez Aleksandra Dumas’a w powieści Hrabia Monte Christo (tom 3)
- przez Josepha Conrada w utworze Jądro ciemności
- przez Henryka Sienkiewicza w powieści Quo vadis rozdział 56[c]
- przez Agathę Christie w powieści kryminalnej Karaibska tajemnica
- w utworze „Lekcja historii klasycznej” Jacka Kaczmarskiego[8]
- przez czeskiego barda Karela Kryla jako tytuł jednej z piosenek z albumu Bratříčku, zavírej vrátka[9]
- w niepełnej formie przez Jana Kasprowicza w utworze „U piramidy Cestyusza” (strofa V ostatni wers)[d]